# Эпидемия оспы на Великих равнинах (1837)
Эпидемия оспы на Великих равнинах началась в 1836 году и продолжалась до 1840 года, но своего апогея достигла в 1837 году, когда от больного матроса с парохода Американской меховой компании «Сент-Питер», оспа передалась жителям долины реки Миссури.

## История
В  1837  году судно «Сент-Питер» отплыло из Сент-Луиса и направилось к форту Юнион. Бернард  Пратт, владелец корабля, узнав о том, что на борту находится матрос больной оспой, принял  решение  продолжить  плавание вверх по Миссури, при этом, он не мог не знать, что произойдёт с индейскими племенами, если вирус распространится по Великим равнинам. 
По пути судно приняло на борт трёх индеанок из племени арикара. У женщин уже появились признаки заражения, однако команда корабля не стала им препятствовать и они вернулись в родную деревню. Болезнь мгновенно распространилась по селению и вскоре поразила соседние племена.

## Последствия
По различным оценкам эпидемия оспы унесла жизни как минимум 17 000 человек. 
К середине 1838 года от манданов осталось 138 человек, их поселения потеряли более 90% своих жителей. Они перестали существовать как независимое племя, и остатки этого некогда могущественного народа вынуждены были объединиться с соседями: хидатса и арикара. От хидатса осталась лишь треть, а численность арикара и ассинибойнов сократилась как минимум вдвое.
Конфедерации черноногих оспа нанесла чудовищный удар, больше них пострадали лишь манданы, если брать процент смертности исходя от общей численности племён. Сиксики, кайна и пикани больше не могли сопротивляться проникновению белых на их земли. Гровантры пострадали не так жестоко, заболели в основном дети, юные и совсем маленькие. Кроу узнав об эпидемии, ушли в горы, и их потери были незначительны. Индейцы Канады, равнинные оджибве и кри, благодаря прививкам, которые им своевременно сделали работники Компании Гудзонова залива, пострадали заметно меньше своих американских соседей.
Эпидемия оспы в дальнейшем распространилась по другим регионам США, поражая всё новые индейские племена. Среди пострадавших оказались санти, янктонаи, лакота, пауни, чокто, команчи, осейджи, пуэбло и апачи, но основной удар пришёлся на аборигенов верховья реки Миссури, изменив навсегда расклад сил в регионе. В последующие годы, столкнувшись с посягательствами на свои земли и преследованиями со стороны американской армии, они полностью потеряли свою независимость и были вынуждены поселиться в резервациях.